# Muscopilio onod
Muscopilio onod — вид павукоподібних родини Agoristenidae ряду косариків (Opiliones). Описаний у 2021 році.

## Назва
Назва роду Muscopilio походить від латинського слова muscus (= «мох») + назви роду Opilio. Назва виду onod — у вигаданій мові синдарин, створеній Дж. Р. Р. Толкієном, Онод (у множині Онодрім) — це ім'я, дане гігантським деревоподібним істотам, також відомим як енти. Цей косарик, зелений і покритий мохами, на думку авторів таксона, схожа на дрібного ента.

## Поширення
Ендемік Колумбії. Мешкає в дощових лісах долини річки Магдалени в Колумбійських Андах. Виявлений у департаменті Кундінамарка.

## Опис
Майже у третини особин, знайдених вченими, ніжки поросли мохами із родини Leucomiaceae та печіночниками із родин Plagiochilaceae та Lejeuneaceae, а також гіфами якихось грибів.